# Son Mesquida (possessió)
Son Mesquida és una possessió del terme de Llucmajor, Mallorca, situada a la zona del llevant del municipi, entre les possessions de Son Eixida, Son Cresta, Son Ferretjans i Païssa.
Al principi del segle xvi era denominada Son Oliver de l'Aljub i feia referència al llinatge dels propietaris i a l'aljub que tenia ran del Camí des Palmer. El 1621 fou dividida en dues propietats. Una d'elles, el 1666, tenia cases i molí de sang i era dedicada a vinya i conreu de cereals. El 1777 la possessió original era dividida en quatre propietats.